# Arena de Gelo Gangneung
Arena de Gelo Gangneung (em coreano: 강릉 아이스 아레나; em inglês: Gangneung Ice Arena) é uma rinque de patinação indoor, localizada na cidade costeira de Gangneung, na Coreia do Sul.
Foi a sede de dois esportes nos Jogos Olímpicos de Inverno de 2018: patinação artística e patinação de velocidade em pista curta. Nos Jogos Olímpicos de Inverno da Juventude de 2024, recebeu as mesmas competições.
Possui capacidade para 12 000 espectadores, no seu interior há duas pistas de gelo medindo 60 m x 30 m, com quatro andares acima do solo e dois andares substerrâneos. Sua construção começou em junho de 2014 e foi concluída em dezembro de 2016.
O custo da construção alcançou os 85 milhões de dólares e foi a primeira a ser concluída para a disputa das Olimpíadas de Inverno de 2018.